# فياكسنسيلكا
فياكسنسيلكا هي بحيرة متوسطة الحجم تقع في منطقة مستجمعات المياه الرئيسي فووكسي. حيث يقع جزء منها في منطقة كاريليا الشمالية في فنلندا والجزء الآخر يقع في بلدية لويما في روسيا.